# Ernst Lindemann
Pour les articles homonymes, voir Lindemann.
Ernst Lindemann (28 mars 1894, à Altenkirchen, province de Rhénanie — 27 mai 1941 en Atlantique Nord) était le commandant du cuirassé allemand Bismarck. Il mourut dans le combat qui coula son navire. 
Lindemann s'engagea dans la Marine impériale (Kaiserliche Marine) allemande en 1913 et après une formation militaire de base, servit sur un certain nombre de navires de guerre pendant la Première Guerre mondiale comme télégraphiste. À bord du SMS Bayern, il participa à l'opération Albion en 1917. Après la Première Guerre mondiale, il servit dans divers états-majors et centres d'entraînement. Un an après le déclenchement de la Seconde Guerre mondiale, il fut nommé commandant du cuirassé Bismarck, fierté de la Kriegsmarine.
En mai 1941, Lindemann commandait le Bismarck lors de l'opération Rheinübung. Bismarck et le croiseur lourd Prinz Eugen, sous le commandement de l'amiral Günther Lütjens, devaient attaquer les navires de commerce britanniques dans l'océan Atlantique. Le premier engagement majeur de ces navires fut la bataille du détroit du Danemark, au cours de laquelle le HMS Hood fut coulé. Moins d'une semaine plus tard, le 27 mai, Lindemann et la plus grande partie de son équipage perdirent la vie au cours de la dernière bataille du Bismarck.
Il se vit décerner à titre posthume la croix de chevalier de la Croix de fer (Ritterkreuz des Eisernes Kreuzes), un honneur qui reconnaît la bravoure extrême sur le champ de bataille ou au cours d'une opération militaire. La médaille a été remise à sa veuve, Hildegard, le 6 janvier 1942.

## Biographie
En 1913,  Lindemann s'engagea dans la Kaiserliche Marine, sous réserve car il ne remplissait pas toutes les conditions physiques. Il servit alors sur le croiseur lourd SMS Hertha, puis passa en 1914 à l'école navale de Mürwik. En 1915, il obtint le grade de lieutenant de vaisseau, sortant dans les premiers de sa promotion, et servit sur le SMS Bayern durant l'opération Albion. Après la fin de la Première Guerre mondiale, il servit comme officier d'artillerie sur le SMS Elsaß, puis sur le SMS Schleswig-Holstein. Cette spécialité d'artilleur le fit nommer, entre 1931 et 1934, en tant que professeur adjoint à l'école d'artillerie navale de Kiel. 
Entre 1936 et 1938, il fut officier de liaison, puis, plus tard, chef du département de formation au Haut Commandement Naval.  En 1938, il fut promu au rang de Kapitän zur See (capitaine de vaisseau) et en août 1940 il obtint le commandement du Bismarck. C'est sous son commandement que le navire fut déclaré bon pour le service dans la Kriegsmarine au début de 1941 et il fit faire la visite d'inspection à Hitler le 10 mai.  
Il gagna les deux classes de la Croix de fer pendant la Première Guerre mondiale et fut fait à titre posthume chevalier de la Croix de fer en 1941, pour avoir coulé le croiseur britannique HMS Hood. En outre son nom fut donné à une batterie d'artillerie implantée en 1942 à Sangatte, face à Douvres.
Homme de petite stature, très rigoureux sur la discipline et l'entraînement, Ernst Lindemann était néanmoins apprécié de ses hommes car il n'avait pas le caractère hautain de certains hauts officiers allemands et était reconnu pour son sens inné du commandement.
Au caveau de sa famille dans le cimetière de Dahlem de Berlin, une plaque rappelle sa mémoire.

## Décorations
- Croix de fer (1939) 2e et 1re Classe
- Croix de chevalier de la Croix de fer (27 décembre 1941) à titre posthume
- Mentionné dans la revue Wehrmachtbericht le mercredi 28 mai 1941